# 日本一の断絶男
『日本一の断絶男』（にっぽんいちのだんぜつおとこ）は、1969年に制作された日本の映画作品。植木等主演の「日本一シリーズ」7番目の作品。
前作『日本一の裏切り男』に引き続いて須川栄三が監督を務めており、さらにブラック・ユーモア溢れる作品に仕上がった（須川監督いわく「東宝初のヤクザ映画」を目指したという）。「断絶」が当時の流行語となったピーター・ドラッカーの著書「断絶の時代」から着想を得ている。DVD化されているものの、レンタルはされていない（DVD発売済みのクレージー映画では、『日本一の裏切り男』と本作のみ）。

## ストーリー
日雇労働者の丸山は、大阪港の廃船で生活をしていた。しかし、母親を心配させまいと一流会社への就職したと伝えたことから、それをあてにして幼友達のミミ子がやって来て大弱りの丸山。
そんな折、丸山の前に素性不明の男、日本一郎が現れて仕事を世話してくれたが、それは大阪万博の工事作業員。日給を巻き上げて姿をくらました一郎を丸山は、東京行きの新幹線の車内で捕まえるが、さらに逃げられ、東京でなんとか捕まえる。
しかし一郎は次に、丸山を一流の広告社へ押し込み、女優になったミミ子を使ってアポロ食品のCMで大成功を収めて宣伝部長となる。しかし「会社の幹部向けの猛烈な特訓」にたまらず逃げ出し、今度は丸山の退職金を使って日本経営研究学会という研修会を作るが、その名前は表向きだけで、実際はサラリーマンたちが「研修」と称して麻雀や花札で遊ぶために作られたものだった。
しかし今度はその会がその土地のヤクザの組に目を付けられてしまう。しかし、一郎は口のうまさでヤクザの客分におさまる。しかし、調子にのりすぎて、対立している組への殴り込み役をさせられることになる。

## キャスト
- 日本一郎：植木等
- 北斗組親分・土井：ハナ肇
- 発明家・小山：谷啓
- 山師・下村：安田伸
- 丸山：なべおさみ
- ミミ子：緑魔子
- 久美子：高橋厚子
- 山崎部長：藤岡琢也
- 清水重役：千秋実
- 泉谷課長：人見きよし
- 黒川社長：飯田蝶子
- 葉子：市川和子
- 手配師・勝：橋本功
- 大須賀榮三（国会議員）：富田仲次郎
- 特訓屋・杉本：桐野洋雄
- 合宿セミナーの特訓屋：二瓶正也
- 森田局長：北竜二
- 代貸・岸井：藤木悠
- 関東組親分：清水元
- 関東組子分：辻村真人
- 十字組親分：広瀬正一
- 小山の妻：春川ますみ
- 通りすがりの歌手：奥村チヨ
- 賭場の男：中島春雄[2]、渡辺白洋児[2]

## スタッフ
- 製作：大森幹彦
- 監督：須川栄三
- 脚本：田波靖男･佐々木守
- 音楽：宮川泰

## 挿入歌
「世界の国からこんにちは」
作詞：島田陽子、作曲：中村八大、歌：植木等
「静かな午后のひととき」
作詞：佐々木守、作曲：宮川泰、歌：植木等
「恋の奴隷」
作詞：なかにし礼、作曲：鈴木邦彦、歌：植木等・奥村チヨ・緑魔子
「アポロラーメンCMソング」
作詞・作曲：不明
「どうもどうも」
作詞：植木等・田波靖男、作曲：宮川泰、歌：植木等
植木等によると、歌入れの際、歌詞がまったくできておらず「適当に何か歌ってください」と言われ、その場で歌詞を考え、レコーディングしたとのこと。

## 同時上映
『水戸黄門漫遊記』
脚本：笠原良三 / 監督：千葉泰樹 / 主演：森繁久彌